# Moris Bežar
Mauris Bežar (francuski: ; 1. januar 1927 – 22. novembar 2007) bio je plesač francuskog porekla, koreograf i operski režiser koji je upravljao Bežarovim baletom Lozane u Švajcarskoj. On je posmrtno nagrađen švajcarskim državljanstvom.

## Biografija
Moris-Žan Bežar je rođen u Marselju u Francuskoj 1927. godine, kao sin francuskog filozofa Gaston Bežara. Fasciniran recitalom Serža Lifara, on je odlučio da se u potpunosti posveti plesu. Tokom svog perioda na jugu Francuske, on je studirao pod Matildom Kšesinskom.
Godine 1945, on je postao član baletske trupe Marseljske opere. Od 1946 je Bežar studirao pod gospođom Rosan (Sarkisjan), Leo Statsom, gospođom Ljubov Jegorovom i Olgom Preobrajenskom. u „Studiju Vaker” itd. u Parizu. Godine 1948, on je isto tako trenirao sa Žanin Šarat, Ivet Šovire, a zatim sa Rolandom Petitom. On je uz studirao kod Vere Volkove u Londonu. Godine 1954, on je osnovao firmu Balet zvezda (raspušten 1957). Godine 1960. osnovao je Balet dvadesetog veka u Briselu (raspušten 1987).
Godine 1987, on se preselio u Lozanu u Švajcarskoj, gde je osnovao Bežarov balet Lozana, jednu od najpoznatijih i najuspešnijih plesnih kompanija na svetu.
Godine 1973, sa Baletom dvadesetog veka, on je učestvovao u premijeri „Golestana”, po Sadijevoj poemi, baziranoj na iranskoj tradicionalnoj muzici. Balet je naručio Festival umetnosti u Širaz-Persepolju, gde je i premijerno prikazan. Prvo izvođenje baleta „Improvisation sur Mallarme III” sa Bulezovom muzikom održano je i na tom festivalu 1973. „Fara”, balet takođe baziran na iranskoj tradicionalnoj muzici, urađen je u aranžmanu Baleta dvadesetog veka, i premijerno je izveden u Briselu 1976. i zatim je iste godine izveden na Širaz-Persepoljskom festivalu. Festival 1976. takođe je svedočio prvo izvođenje „Heliogabalusa” zasnovanog na Artovoj poemi. Pokrovitelj Festivala bila je Fara Pahlavi, bivša iranska carica, sa kojom je Bežar do kraja držao čvrste veze. Bežar je primio Nemačku plesnu nagradu 1994. godine.
Među njegovim delima je i temeljno revidirana verzija The Nutcracker, verovatno inspirisana njegovom životnom pričom, koju je napisao 2000. godine. I dalje koristi originalnu partituru Čajkovskog, ali je potpuno izmenjen izvorni zaplet i likovi, umesto čega je pružena nova priča o naporima dečaka da se ponovo poveže sa majkom. Takođe je dat uvid u dečakove čudna seksualna maštanja. Produkcijski dizajn je prepun erotskih slika - neke od kojih su verovatno šokantne za mnoge, kao što su materice i vaginalni otvori. Jedan od likova je Marijus Petipa, koji postaje Mefisto. Drugi lik se zove Mačak Feliks, verovatno po poznatom crtanom liku. Produkcija je objavljena na DVD-u.

## Bolero
Jedno od Bežarovih remekdela bila je koreografija koju je postavio za „Bolero“ francuskog kompozitora Morisa Ravela. U Njujork Tajmsu, Dženifer Daning je opisala Bežarov „Bolero” kao „verovatno njegov najpoznatiji i najpopularniji ples.” Stvoren 1960. godine za jugoslovensku balerinu Dušku Sifnios, ples predstavlja plesačicu na stolu, okruženu sedećim muškarcima, koji polako učestvuju u plesu, a vrhunac je bila klimaktična unija plesača povrh stola. Među plesačima, koji će kasnije izvesti Bežarovu interpretaciju „Bolera”, uvrštavaju se Silvi Gilem iz baleta Pariske opere, Grazija Galante, Maja Plisecka, Anđela Albreht i Roberto Bol. Horhe Don je u preokretu igrao i ulogu glavnog plesača, postajući prvi muškarac koji je to učinio. Jedna od Donovih takvih predstava može se videti u muzičkom epu Les Uns et les Autres francuskog filmskog producenta Kloda Leluša iz 1981. godine.

## Plesne škole
Bežar je bio osnivač nekoliko škola:
- Madra škola u Briselu, 1970–1988;
- Madra Afrik škola u Dakaru, 1977–1985;
- Radra škola u Losani, 1992–2007.

Radra škola je još uvek otvorena i jedna je od najpoznatijih plesnih škola na svetu.

## Nagrade
Bežar je tokom svog života dobio brojne nagrade i odlikovanja za doprinose umetnosti.
On je primio japanski Orden izlazećeg sunca. Primio je belgijski Ordre de la Couronne. Godine 1974, dobio je Erasmusovu nagradu. Godine 1994, imenovan je za člana Académie des Beaux Arts. Godine 2003, postavljen je za Commandeur des Arts et des Lettres. Godine 2003, dobio je nagradu Prix Benois de la Danse za životno delo.

## Filmografija
- 1975:  sa Horhe Donom, Šonom Mirk, Filipom Lison i Barbarom

## Literatura
- Beauvert, Thierry (1995). Opera Houses of the World. New York: The Vendome Press. ISBN 0-86565-978-8..
- Steve Luck (22. 10. 1998). The American Desk Encyclopedia. Oxford University Press. стр. 90—. ISBN 978-0-19-521465-9.
- Encyclopædia Britannica, Inc. (1. 5. 2008). Britannica Concise Encyclopedia. Encyclopædia Britannica, Inc. стр. 191—. ISBN 978-1-59339-492-9.

## Spoljašnje veze
- Lisa De Rycke (2005). „Maurice Béjart”.  Ур.: Andreas Kotte. Theaterlexikon der Schweiz (TLS) / Dictionnaire du théâtre en Suisse (DTS) / Dizionario Teatrale Svizzero / Lexicon da teater svizzer [Theater Dictionary of Switzerland] (на језику: француски). 1. Zürich: Chronos. стр. 150. ISBN 978-3-0340-0715-3. LCCN 2007423414. OCLC 62309181.